# Karlshorst
Karlshorst, Berlin-Karlshorst – dzielnica (Ortsteil) Berlina w okręgu administracyjnym Lichtenberg.

## Historia
Od 1 października 1920 Karlshorst znajduje się w granicach Berlina. W latach 1945–1994 część dzielnicy była zajmowana przez wojska radzieckie, później rosyjskie.